# Hypsoides coquereli
Hypsoides coquereli är en fjärilsart som beskrevs av Charles Oberthür. Hypsoides coquereli ingår i släktet Hypsoides och familjen tandspinnare. Inga underarter finns listade i Catalogue of Life.